# Alcamo (Wein)
Alcamo liegt im Westen Siziliens und ist, zusammen mit umliegenden Gemeinden, als Weinbaugebiet bekannt. Es liegt knapp 70 km südwestlich von Palermo. Für hier erzeugte Weine, die die Anforderungen erfüllen, gibt es bereits seit 1972 eine DOC-Appellation (kontrollierte Ursprungsbezeichnung). Am 7. März 2014 wurde sie zuletzt geändert.

## Anbau
Das Anbaugebiet fällt sowohl im Freien Gemeindekonsortium Trapani als auch in die Metropolitanstadt Palermo. Es umfasst die gesamte Gemeinde von Alcamo als auch Teilbereiche der Gemeinden von Calatafimi, Castellammare del Golfo, Gibellina, Balestrate, Camporeale, Monreale, Partinico, San Cipirello und San Giuseppe Jato.
Im Jahr 2017 wurden von 238 Hektar Rebfläche 13.773 Hektoliter DOC-Wein erzeugt.

## Erzeugung
In diesem Weinbaugebiet werden Weiß-, Rosé-, Rot- und Schaum-Weine der folgenden Typologien erzeugt. Die Denomination schreibt bestimmte Mindestmengen von Rebsorten vor.
Verschnittweine:
- Alcamo Bianco (Weißwein), auch als Schaumwein (Alcamo Spumante), auch Alcamo Vendemmia tardiva (Alcamo „Spätlese“): mindestens 60 % Catarratto Bianco comune und/oder Catarratto bianco lucido, höchstens 40 % (allein oder zusammen) Ansonica, Grillo, Grecanico, Chardonnay, Müller Thurgau und Sauvignon Blanc sowie – alternativ – höchstens 20 % andere Rebsorten, die für den Weinanbau auf Sizilien zugelassen sind.
- Alcamo Bianco classico: mind. 80 % Catarratto Bianco comune und/oder Catarratto Bianco lucido, höchstens 20 % andere Rebsorten, die für den Weinanbau auf Sizilien zugelassen sind.
- Alcamo Rosso (Rotwein), auch als Riserva und Novello (Jungwein): mind. 60 % Nero d’Avola, höchstens 40 % (allein oder zusammen) Frappato, Sangiovese, Perricone, Cabernet Sauvignon, Merlot und/oder Syrah sowie höchstens 10 % andere rote Rebsorten, die für den Weinanbau auf Sizilien zugelassen sind.
- Alcamo Rosato (Rosèwein), auch als Schaumwein (Alcamo Spumante rosato) darf nur aus folgenden Rebsorten hergestellt werden: Nerello mascalese, Calabrese oder Nero d’Avola, Sangiovese, Frappato, Perricone, Cabernet sauvignon, Merlot und/oder Syrah. Es sind keine Prozentzahlen vorgeschrieben.

Fast sortenreine Weine
Die genannte Rebsorte muss zu mindestens 85 % enthalten sein. Höchstens 15 % andere analoge Rebsorten, die für den Anbau in der Region Sizilien zugelassen sind, dürfen zugesetzt werden.
- Alcamo Catarratto
- Alcamo Ansonica oder Alcamo Inzolia
- Alcamo Grillo
- Alcamo Grecanico
- Alcamo Chardonnay
- Alcamo Muller Thurgau
- Alcamo Sauvignon
- Alcamo Calabrese oder Alcamo Nero d’Avola
- Alcamo Cabernet Sauvignon
- Alcamo Merlot
- Alcamo Syrah

## Beschreibung

### Alcamo Bianco
- Farbe: mehr oder weniger helles strohgelb, bisweilen mit grünlichen Reflexen
- Geruch: weinig, intensiv, fruchtig, harmonisch
- Geschmack: trocken, frisch, ausgewogen
- Alkoholgehalt: mindestens 11,0 % Vol.
- Säuregehalt: mind. 4,5 g/l
- Trockenextrakt: mind. 15,0 g/l[1]

### Alcamo Rosato
- Farbe: mehr oder weniger helles Rosa
- Geruch: würzig, fruchtig, charakteristisch
- Geschmack: trocken, harmonisch, vollmundig
- Alkoholgehalt: mindestens 11,0 % Vol.
- Säuregehalt: mind. 4,5 g/l
- Trockenextrakt: mind. 16,0 g/l[1]

### Alcamo Rosso
- Farbe: mehr oder weniger intensives rubinrot
- Geruch: weinig, intensiv, fruchtig, harmonisch
- Geschmack: trocken, frisch, ausgewogen
- Alkoholgehalt: mindestens 11,5 % Vol.
- Säuregehalt: mind. 4,5 g/l
- Trockenextrakt: mind. 19,0 g/l[1]